# Harry Hurwitz
Harry MB Hurwitz  fue un psicólogo canadiense que se especializó en el campo del análisis del comportamiento, falleció en 2018.

## Vida
Harry Hurwitz nació en Berlín, Alemania en el seno de una familia judía. Con el ascenso del nazismo en la década de 1930, la familia huyó a Sudáfrica, donde obtuvo su primer título en filosofía y psicología. Luego se mudó a Inglaterra donde obtuvo un doctorado de Birkbeck, Universidad de Londres en 1953 con una tesis titulada Estudios en encadenamiento operante .
Fue profesor en Birkbeck College durante doce años (1953-1965), donde estableció un laboratorio de psicología operante . Invitó a muchos psicólogos conductistas, incluido BF Skinner, al laboratorio y se convirtió en un centro de debate sobre el conductismo . Fue aquí donde Hurwitz estableció el Grupo Británico de Análisis Experimental del Comportamiento . Peter Harzem fue influenciado por estas discusiones y realizó algunas investigaciones iniciales en este laboratorio antes de seguir desarrollando estas ideas. Hurwitz luego se mudó a América del Norte, primero a la Universidad de Tennessee (1964-1971) y luego a la Universidad de Guelph, Canadá (1971-1983), donde ocupó la cátedra de Psicología. Permaneció allí hasta que se jubiló como profesor emérito en 1983. Murió en Toronto en 2018.[cita requerida]

## Obra
Harzem estableció una reputación por su trabajo en el análisis del comportamiento. También tenía un interés continuo en la filosofía de la ciencia.

## Funciones
- Consejo editorial, Psychologische Forschung/Investigación psicológica
- Presidente, Consejo de Psicólogos Académicos de Ontario

## Publicaciones
- Hurwitz, HMB y Davis, H. (1983). La descripción y análisis de la supresión condicionada: una crítica de la tasa de supresión convencional. Aprendizaje y comportamiento animal, 11, 383–390.
- Davis, H. y Hurwitz, H. (eds)(1977). Interacciones operante-pavlovianas . Hillsdale, Nueva Jersey: Lawrence Erlbaum Associates.
- Roberts, AE, Greenway, L. y Hurwitz, HMB (1970). Extinción de la conducta de evitación operante libre con y sin retroalimentación. Ciencia psiconómica, 20, 282-285.
- Hurwitz, HMB y Roberts, AE (1971). El tiempo fuera como determinante de la tasa de respuesta y la tasa de evitación Psychonomic Science, 24, 131–133.
- Hurwitz, HMB, Roberts, AE y Greeway, L. (1972). Extinción y mantenimiento de la conducta de evitación utilizando choques independientes de la respuesta. Ciencia Psiconómica, 28(3), 176–178.